# Kirkoswald
Kirkoswald är en by (village) och civil parish i Cumbria i nordvästra England. Parish har 870 invånare (2001). Den har ett slott.